# Neoplanorbis smithi
Neoplanorbis smithi är en snäckart som beskrevs av Walker 1908. Neoplanorbis smithi ingår i släktet Neoplanorbis och familjen posthornssnäckor. IUCN kategoriserar arten globalt som utdöd. Inga underarter finns listade i Catalogue of Life.